# 湄公河亮背鯰
湄公河亮背鯰，為輻鰭魚綱鯰形目鯰科的其中一種，為熱帶淡水魚，分布於亞洲湄公河、湄南河、馬來半島、蘇門答臘及婆羅洲淡水流域，舊稱為天竺缺鰭鯰，體長可達130公分，棲息在底中層水域，棲息在水質混濁的溪流或泛濫區，會進行季節性洄游，生活習性不明，可做為食用魚。

## 扩展阅读
維基物種上的相關：湄公河亮背鯰